# Deyvillers
Deyvillers is een Franse gemeente in het departement Vosges in de regio Grand Est en maakt deel uit van het arrondissement Épinal. De gemeente telde 1.350 inwoners op 1 januari 2022.

## Geografie
De oppervlakte van Deyvillers bedraagt 8,77 vierkante kilometer; Op 1 januari 2022 was de bevolkingsdichtheid 153,9 inwoners per km².
De onderstaande kaart toont de ligging van Deyvillers met de belangrijkste infrastructuur en aangrenzende gemeenten.

## Demografie
Onderstaande figuur toont het verloop van het inwonertal.